# Śankha

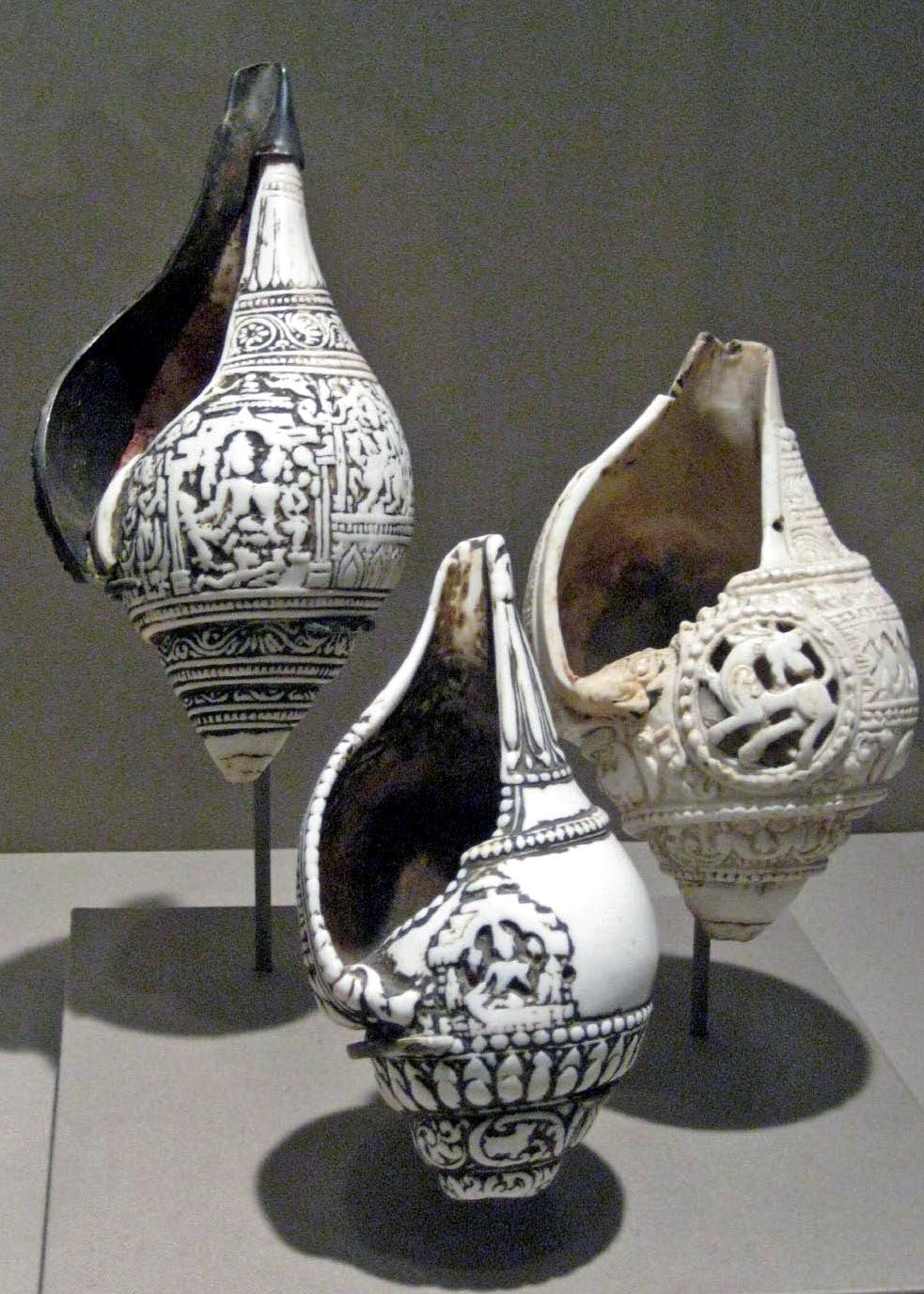
Rzeźbione Vamavarta shankha, XII w.

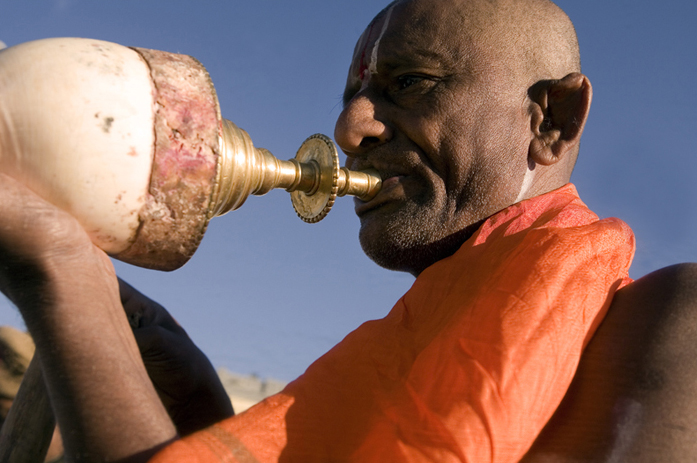
Kapłan dmący w konchę podczas pudży

Śankha (sanskryt: शंख, Śaṇkha) – muszla morskiego mięczaka Turbinella pyrum, stanowiąca w hinduizmie symbol boga Wisznu i bogini Lakszmi. W ikonografii indyjskiej stanowi jeden z atrybutów tych bóstw. Słowo „śankha” jest etymologicznie tożsame z łacińskim wyrazem „concha”.
Śankha uosabia moc, czystość i piękno, reprezentuje także wyzwolenie.
W wodzie mieszczącej się w konsze przebywają wszystkie tirtha świata. Śankhę umieszcza się zawsze na trójnożnym stojaczku.
Muszle używane są podczas obrzędów hinduistycznych jako rytualny instrument muzyczny, także jako naczynie. Muszle te posiadają dwie odmiany: dakszinawarti (prawoskrętne) i wamawarti (lewoskrętne).
W praktyce jogi istnieje specjalny układ rąk, nazywany śankhamudra („gest muszli”).